# Забіла Нікіта Сергійович
Нікіта Сергійович Забіла (2000—2023) — український військовослужбовець, солдат, учасник російсько-української війни, загинув в ході російського вторгнення в Україну. Кавалер ордена «За мужність» ІІІ ступеня (посмертно) .

## Життєпис
23 роки, м. Ніжин Чернігівської області. 
Закінчив Ніжинський ліцей при НДУ імені Миколи Гоголя. Потім навчався в Інституті геології Київського національного університету імені Тараса Шевченка за спеціальністю «Науки про Землю» (геоінформатика) . 
Працював спортивним аналітиком, мріяв стати розробником додатків Apple.
У квітні 2023 року долучився до Сил Оборони України. Служив у складі одного з підрозділів 3-ї окремої штурмової бригади. Був кулеметником.
Загинув 19 серпня 2023 в Андріївці Бахмутського району Донецької області. Знищив велику кількість противника. Прикрив відхід іншої групи, яка була в оточенні .
Похований у рідному Ніжині на Гуньківському кладовищі. Залишилися батьки, молодший брат, кохана .